# Ruggero Grieco
Ruggero Grieco (Foggia, 19 de agosto de 1893 – Massa Lombarda (Ravena), 23 de julio de 1955) fue un político italiano, secretario general del Partido Comunista de Italia (PCd'I).
Fundador, en el congreso de Livorno (1921), del PCd'I, fue elegido miembro de su primer Comité Central. Organizó la sección agraria del partido y la Asociación de Defensa de los Campesinos Pobres. Fue condenado por la dictadura fascista a 17 años de cárcel.
Fue secretario general del PCd'I entre 1934 y 1938, al asumir Palmiro Togliatti responsabilidades en la Internacional Comunista, entre ellas su participación en la dirección del Partido Comunista de España durante la guerra civil española.
Tras la Segunda Guerra Mundial, fue elegido diputado de la Asamblea Constituyente de la República Italiana (1946) y senador (1948), cargo que mantuvo hasta su muerte, acaecida en 1955 durante un mitin en la región de Emilia-Romaña.
| Predecesor: Palmiro Togliatti | Secretario General del PCd'I 1934 - 1938 | Sucesor: Palmiro Togliatti |

- Datos: Q3942518
- Multimedia: Ruggero Grieco / Q3942518